# Милосърдието на Сципион
Милосърдието на Сципион е епизод от превземането на Нови Картаген от римския военачалник Сципион Африкански през 209 година пр.н.е.
Според легендата, след превземането на града Сципион проявява великодушие и предава пленена местна благородничка на нейния баща, отказвайки се от предлагания откуп. Най-ранното запазено описание на случая е във „Всеобща история“ на Полибий, като по-късно разказът е значително разширен и украсен от Тит Ливий. Мотивът за милосърдието на Сципион става особено популярен в литературата, изобразителното изкуство и операта през Ренесанса и Барока.

## Галерия
- Картината от Доменико Бекафуми
- Картината от Карел ван Мандер
- Картината от Себастиано Ричи
- Картината от Николас-Гуй Бренет
- Картината от Франсоа Лемуан
- Картината от Джовани Типоло
- Картината от Жан II Рестю
- Картината от Джовани Типоло – друга